# Kostel svatého Petra a Pavla (Konecchlumí)
Kostel svatého Petra a Pavla je římskokatolický filiální kostel v Konecchlumí. Zdaleka viditelná dominanta kraje se tyčí východně nad obcí. Kostel je chráněn jako kulturní památka České republiky.

## Historie
Původní malý gotický kostelík je na tomto místě zmiňován v roce 1355, kdy byl jeho patronem Jan z Verdeka a ze Žlunic. Kostelík měl pravděpodobně boční oltáře a patřila k němu i fara. Po husitských válkách patřil utrakvistům. Po bitvě na Bílé hoře (1621) se stal opět katolickým a fara byla pravděpodobně zrušena. Stavbu současného kostela v letech 1728–1729 pod vedením stavitele Donáta Morazziho financoval František Norbert Trauttmansdorff. Za 1. světové války byly zrekvírovány kostelní zvony.
V roce 2001 bylo v kostele instalováno 14 deskových obrazů křížové cesty od Vladimíra Komárka.

### Program záchrany architektonického dědictví
V rámci Programu záchrany architektonického dědictví bylo v letech 1995-2014 na opravu památky čerpáno 4 550 000 Kč.
| rok    | 1997 | 1998  | 1999  | 2000 |
| ------ | ---- | ----- | ----- | ---- |
| částka | 850  | 1 900 | 1 400 | 400  |

## Architektura
Jednolodní objekt čistě barokního slohu charakterizovaný hranolovou věží s bání.

## Varhany
Varhany z roku 1744 jsou vrchlabského varhanáře Ambrože Stanislava Tauchmanna.

## Bohoslužby
Bohoslužby se konají poslední sobotu v měsíci v 18.00.

## Galerie

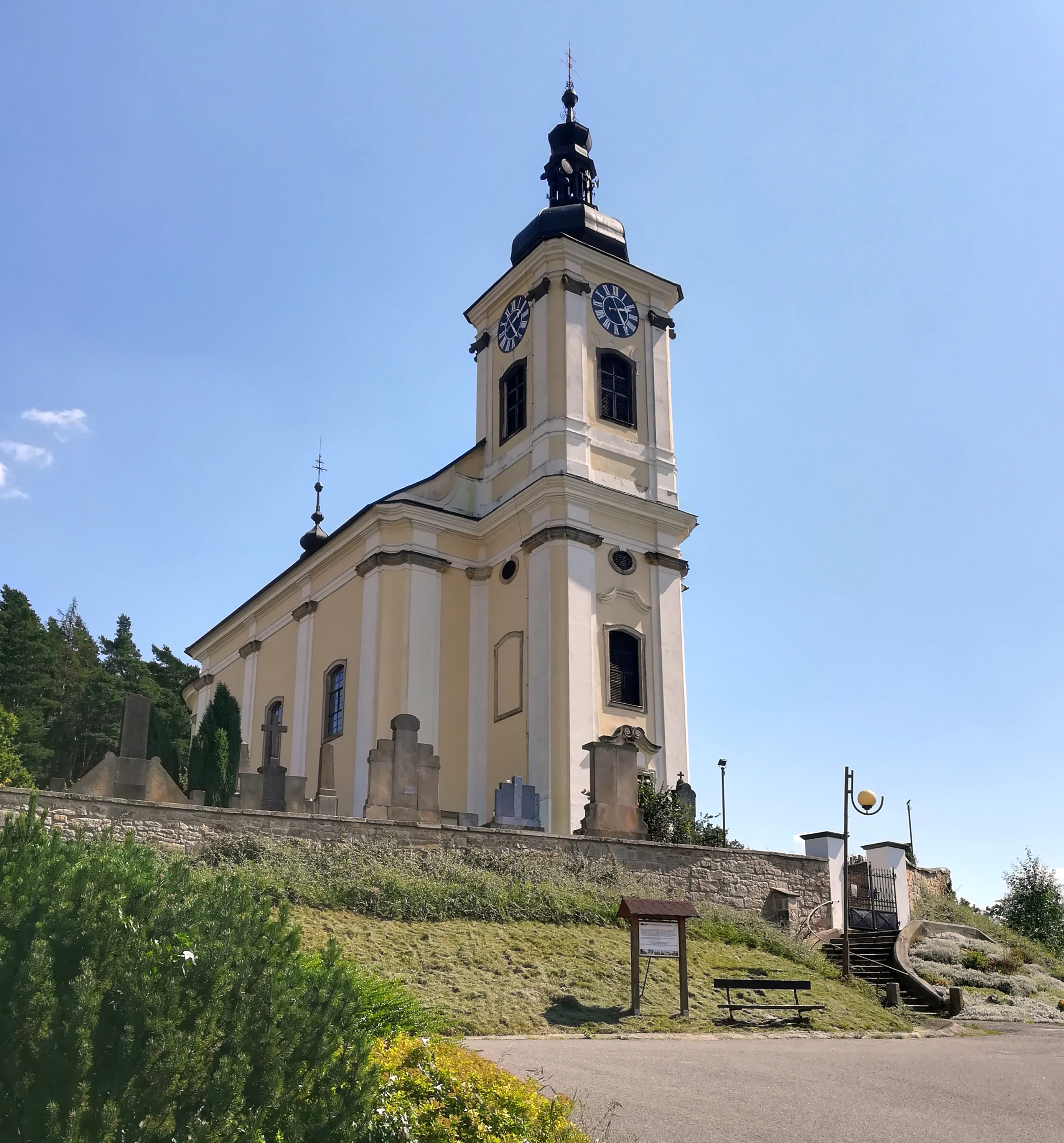
pohled od severu
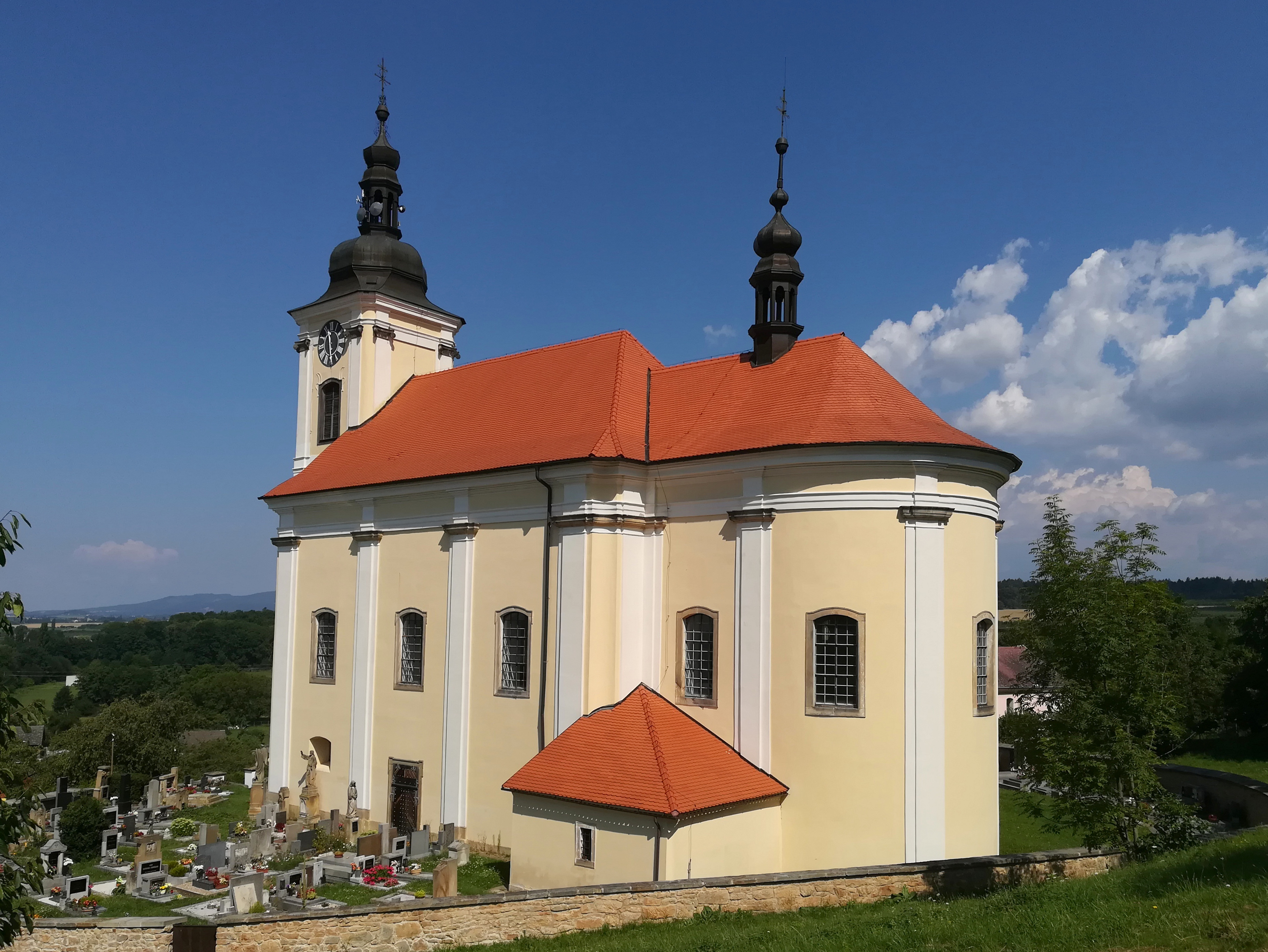
pohled od jihovýchodu
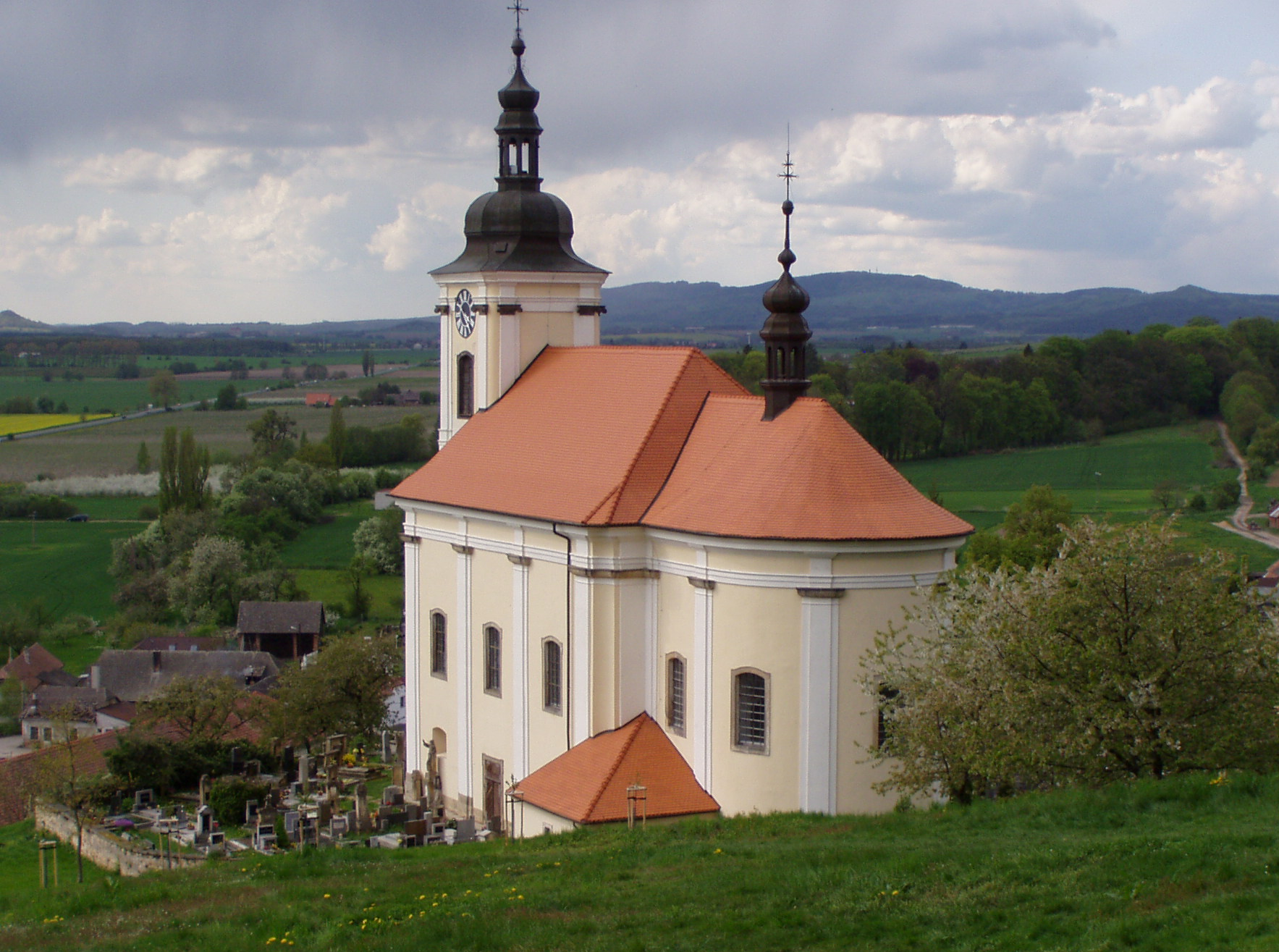
stav v roce 2008
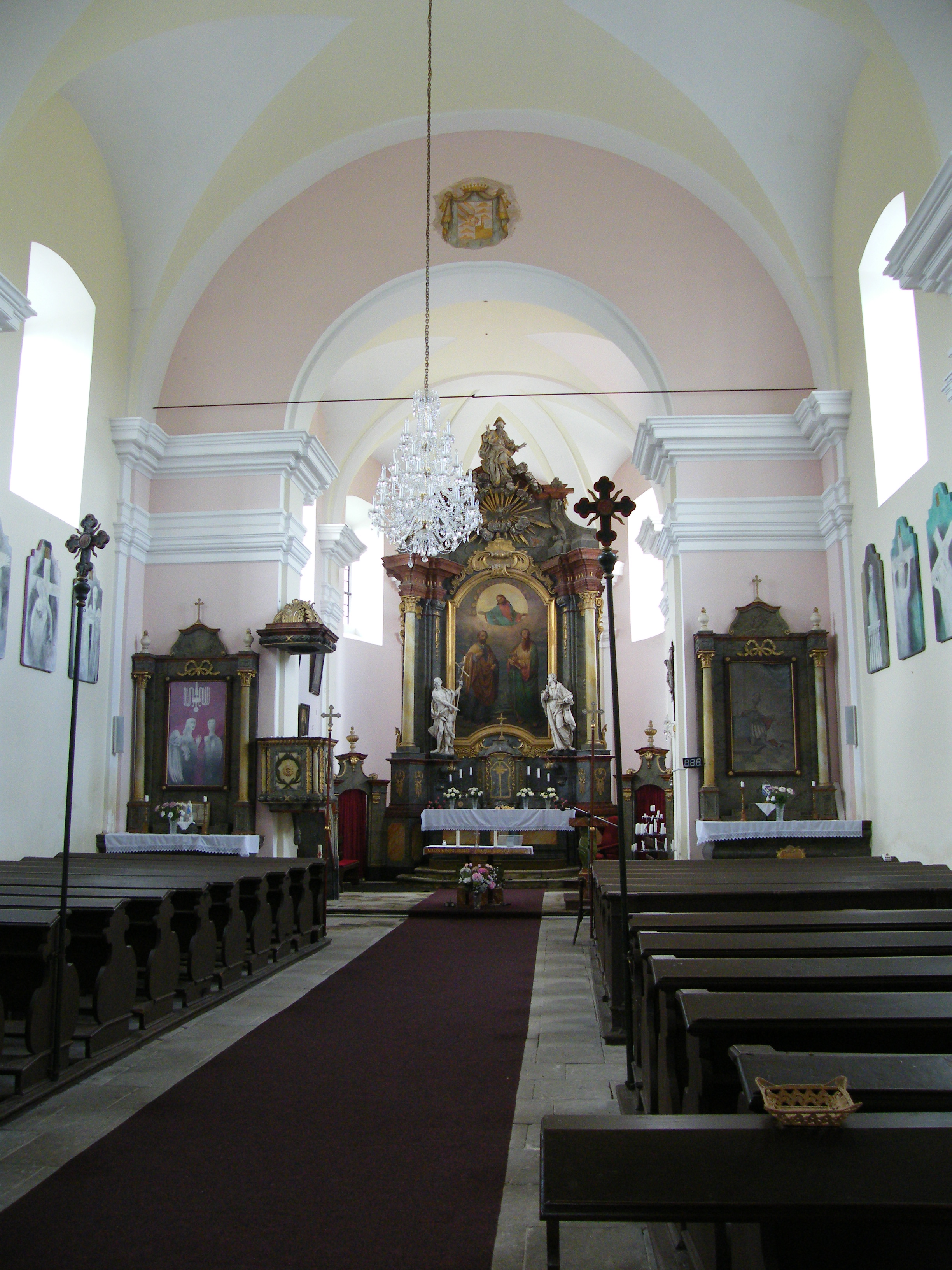
Interiér